# Stratford, Connecticut
Stratford là một thành phố tại quận Fairfield, ở Long Island Sound, tại cửa sông Houssatonic, tiểu bang Connecticut, Hoa Kỳ. Thành phố nằm trong Vùng đô thị New York. Dân số theo điều tra năm 2005 của Cục điều tra dân số Hoa Kỳ là 49.943 người, dân số theo điều tra năm 2000 là 49.976 người, diện tích là km2. Thành phố nằm ở Long Island Sound ở cửa sông Housatonic. Nó được thành lập bởi người Thanh giáo năm 1639. Nó có một di sản lịch sử trong ngành hàng không, quân đội, và sân khấu. Stratford giáp phía tây của Bridgeport, ở phía bắc Trumbull và Shelton, và về phía đông giáp Milford (qua sông Housatonic).